# NGC 5885
NGC 5885 је спирална галаксија у сазвежђу Вага која се налази на NGC листи објеката дубоког неба.
Деклинација објекта је - 10° 5' 9" а ректасцензија 15h 15m 4,2s. Привидна величина (магнитуда) објекта NGC 5885 износи 11,8 а фотографска магнитуда 12,5. Налази се на удаљености од 30,7000 милиона парсека од Сунца. NGC 5885 је још познат и под ознакама MCG -2-39-13, IRAS 15123-0954, PGC 54429.